# فرانسيس بيتر
فرانسيس المر (بالإنجليزية: Francis Bitter) (و. 1902 – 1967 م) هو فيزيائي، وأستاذ جامعي من الولايات المتحدة الأمريكية . ولد في نيو جيرسي .
وكان عضواً في الأكاديمية الأمريكية للفنون والعلوم .
توفي في كامبريدج، ماساتشوستس ، عن عمر يناهز 65 عاماً.

## التعليم
تعلم في جامعة كولومبيا، في تخصص فيزياء، وتحصل منها على دكتوراه في الفلسفة

## مناصب وهيئات
أدار معهد ماساتشوست للتكنولوجيا.

## جوائز
حصل على جوائز منها:
- زمالة غوغنهايم.